# 4850 Palestrina
För andra betydelser, se Palestrina (olika betydelser).
4850 Palestrina eller 1973 UJ5 är en asteroid i huvudbältet som upptäcktes den 27 oktober 1973 av den tyske astronomen Freimut Börngen vid Tautenburg-observatoriet. Den har fått sitt namn efter den italienske tonsättaren Giovanni Pierluigi da Palestrina.
Asteroiden har en diameter på ungefär 7 kilometer och den tillhör asteroidgruppen Koronis.